# San Juan Coté Centro
San Juan Coté Centro är en ort i kommunen San Felipe del Progreso i delstaten Mexiko i Mexiko. Samhället hade 1 248 invånare vid folkräkningen 2020.